# Procès de Prague

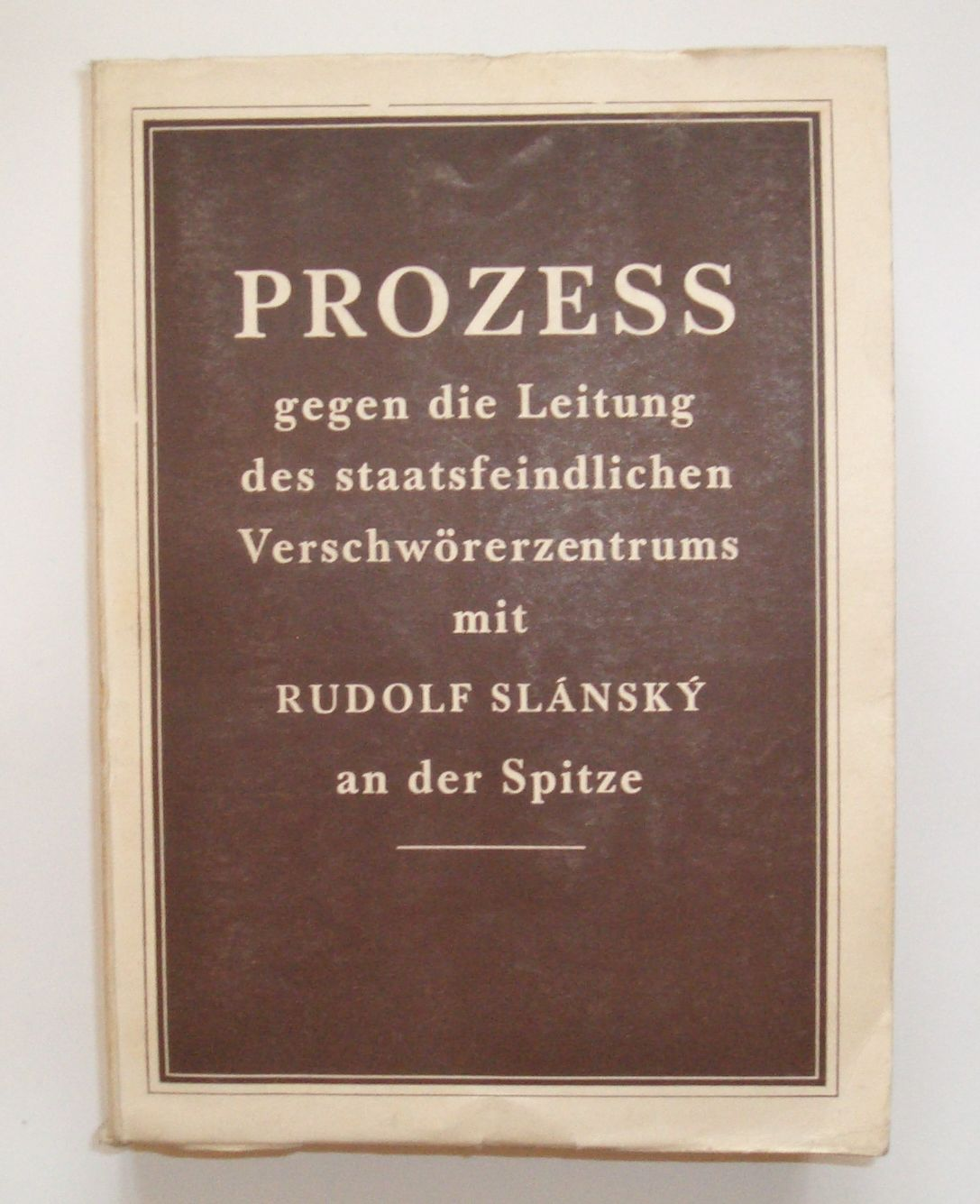
Procès verbal du procès pénal contre la direction du centre de conspiration antiétatique, qui s'est déroulé devant le Sénat de la Cour d'État de Prague du 20 au 27 novembre 1952.

Les procès de Prague, ou procès Slánský — du nom du principal accusé —, qui ont eu lieu du 20 novembre 1952 au 27 novembre 1952, ont eu pour objectif d'éliminer des cadres du Parti communiste tchécoslovaque présentés de façon mensongère comme des opposants au régime de la République socialiste tchécoslovaque. Ils sont inspirés des purges staliniennes des années 1930 en URSS, notamment les procès de Moscou.

## Causes
En 1951, le président de la République et du Parti communiste tchécoslovaque (KSČ), Klement Gottwald, est confronté à trois principales difficultés : un fort mécontentement populaire contre les pénuries de toutes sortes, notamment alimentaires, et l'absence de liberté ; une rivalité sous-jacente avec Rudolf Slánský, secrétaire général du KSČ ; et une pression de Staline qui « voit des espions partout » et qui exige que le KSČ procède aux mêmes purges que celles qui ont cours en Union soviétique et dans les autres pays de l'Est, dans le but d'éviter une contagion yougoslave.
Comme dans le complot des blouses blanches, en Union soviétique, qui vise essentiellement des Juifs et qui est concomitant aux procès de Prague, onze des quatorze accusés sont juifs et accusés d'un « complot titiste »

## Raisons du procès
En organisant lui-même une purge qui décapite la direction du Parti, dans le plus pur style stalinien, Klement Gottwald poursuit plusieurs objectifs à la fois. Tout d'abord, il se débarrasse d'un rival dangereux, que Staline aurait pu utiliser contre lui, tout en utilisant l'origine juive de 11 des 14 inculpés pour en faire des boucs émissaires — il s'agit d’un complot sioniste ourdi par des trafiquants juifs — dans un pays à l’antisémitisme latent.
Ensuite, Gottwald s'en prend aux anciens de la guerre d'Espagne, soupçonnés de trotskisme ; ceux-ci, le plus souvent, avaient activement participé à la résistance antinazie, alors que lui-même était resté réfugié à Moscou, ce qui pouvait entacher sa légitimité révolutionnaire.
Enfin, il se justifie vis-à-vis de Staline en montrant qu'il peut frapper à très haut niveau en n'épargnant personne. En effet, tous les condamnés sont membres du Comité central ou du Politburo du KSČ, sinon du gouvernement tchécoslovaque.
Grâce à cela, une nouvelle génération de militants communistes, qui lui doit tout, arrive aux commandes du Parti.

## Condamnations et exécutions
| Nom                   | Fonction                                                    | Condamnation  |
| --------------------- | ----------------------------------------------------------- | ------------- |
| Rudolf Slánský        | Secrétaire général du Parti communiste tchécoslovaque       | Peine de mort |
| Vladimír Clementis    | Ministre des Affaires étrangères                            | Peine de mort |
| Otto Fischl           | Vice-ministre des Finances                                  | Peine de mort |
| Josef Frank           | Vice-secrétaire général du KSČ                              | Peine de mort |
| Ludvík Frejka         | Chef du comité de l'économie à la chancellerie du président | Peine de mort |
| Bedřich Geminder      | Chef de la section internationale du secrétariat du Parti   | Peine de mort |
| Rudolf Margolius (en) | Vice-ministre des Affaires étrangères                       | Peine de mort |
| Bedřich Reicin (en)   | Vice-ministre à la Défense nationale                        | Peine de mort |
| Otto Katz             | Editeur du journal Rudé Pravo                               | Peine de mort |
| Otto Šling (en)       | Secrétaire régional du Parti                                | Peine de mort |
| Karel Šváb            | Vice-ministre de la Sécurité d’État                         | Peine de mort |
| Artur London          | Vice-ministre des Affaires étrangères                       | Prison à vie  |
| Vavro Hajdů           | Vice-ministre des Affaires étrangères                       | Prison à vie  |
| Evžen Löbl            | Vice-ministre aux Affaires commerciales                     | Prison à vie  |

Les condamnés à mort sont pendus et les corps incinérés. Le fourgon transportant les cendres se trouve bloqué sur la route par la neige, et les occupants dispersent les cendres en bordure de route pour alléger le fourgon.

## Suites
Gottwald ne survit que très peu de temps à ses victimes : en effet, moins de quatre mois après les exécutions capitales, de retour des funérailles de son inspirateur, le « Petit père des peuples », Gottwald, atteint depuis longtemps de syphilis et souffrant d'alcoolisme — faits tenus cachés —, est victime d’une rupture d’un anévrisme de l'aorte et meurt le 14 mars 1953.
D'autres procès suivront cependant, notamment celui d'Osvald Závodský (de), ministre de la Sécurité d’État, arrêté dès 1951, qui sauvera brièvement sa vie en se faisant l'accusateur de ses camarades et qui sera néanmoins condamné à mort lors d'un procès à huis clos le 23 décembre 1953 et pendu le 19 mars 1954.

## Film
Les procès de Prague sont à la source de L'Aveu de Costa-Gavras avec Yves Montand et Simone Signoret. Le film est basé sur le livre éponyme d’Artur London, l'un des rares survivants des procès.

## Documentaire
En 2021, Ruth Zylberman réalise Le procès - Prague 1952, qui retrace la trajectoire de trois accusés, brisés par un monde qu'ils avaient contribué à édifier. Le documentaire s'appuie entre autres sur les bobines de films que des ouvriers ont retrouvées dans un entrepôt en 2018 et ainsi que sur des témoignages de contemporains.